# Göran Kropp

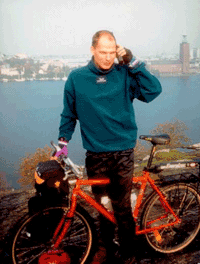
Kropp in 1995 voor zijn vertrek per mountainbike naar de Mount Everest

Göran Kropp (Eskiltuna, 11 december 1966 - vlak bij Vantage, 30 september 2002) was een Zweeds alpinist.
Kropp werd vooral bekend door zijn fietsreis van Stockholm naar Nepal naar de Himalaya en de daaropvolgende beklimming van de Mount Everest. Bij deze beklimming maakte Kropp geen gebruik van hulp van buitenstaanders en gebruikte hij geen gebottelde zuurstof. In 2002 verongelukte Kropp door een val van 20 meter uit een klimroute in Vantage in de Verenigde Staten.

## Beklimmingen
- 1994 K2, 8.611 meter
- 1996 Mount Everest, 8.844 meter

Göran Kropp staakte zijn eerste poging om de top van de Everest te bereiken op 8.740 m (bron: De ijle lucht in, Jon Krakauer).
Enkele weken later slaagde hij er echter wel in de top te bereiken.